# Zett Jukassa
Zett Jukassa es un personaje del universo de películas de Star Wars.
Este padawan era uno de los más jóvenes y prometedores miembros de la Orden Jedi. Desafortunadamente este joven una vez activada la Orden 66 trata de huir del templo y la emboscada, cuando el senador Bail Organa se presentó al Templo Jedi para averiguar que estaba pasando, el Comandante clon Appo le negó la entrada y lo amenazó con su blaster advirtiéndole que debía retirarse del templo, hasta que sorpresivamente Zett se aparece en la pista de aterrizaje y logra herir de gravedad al Comandante clon Appo e intenta derrotar a un grupo de clones y escapar con el senador, sin embargo el otro grupo de clones le disparan continuamente hasta que finalmente muere a los pocos segundos, provocando además que su muerte fuera el punto clave para que el senador Organa se diera cuenta de lo que realmente estaban haciendo los soldados clones a la Orden Jedi.
El actor que lo interpreta es Jett Lucas, hijo de George Lucas.
- Datos: Q1060074